# 科塞当茹
科塞当茹（法語：Cossé-d'Anjou，法語發音：[kɔse dɑ̃ʒu] ⓘ，意为“安茹的科塞”）是法国曼恩-卢瓦尔省的一个旧市镇，属于绍莱区。2015年12月15日，科塞当茹和相邻的其它11个市镇合并为新市镇安茹地区舍米耶（Chemillé-en-Anjou）。

## 地理
科塞当茹（47°9'46"N, 0°40'40"W）面积13.29 平方千米，位于法国卢瓦尔河地区大区曼恩-卢瓦尔省，该省份为法国西部内陆省份，大致对应安茹地区，北起顺时针与马耶讷省、萨尔特省、安德尔-卢瓦尔省、维埃纳省、德塞夫勒省、旺代省、大西洋卢瓦尔省和伊勒-维莱讷省接壤。
与科塞当茹接壤的市镇（或旧市镇、城区）包括：瓦朗茹、拉萨勒德维耶、拉图尔朗德里、舍米耶-默莱、舍米耶、默莱。
科塞当茹的时区为UTC+01:00、UTC+02:00（夏令时）。

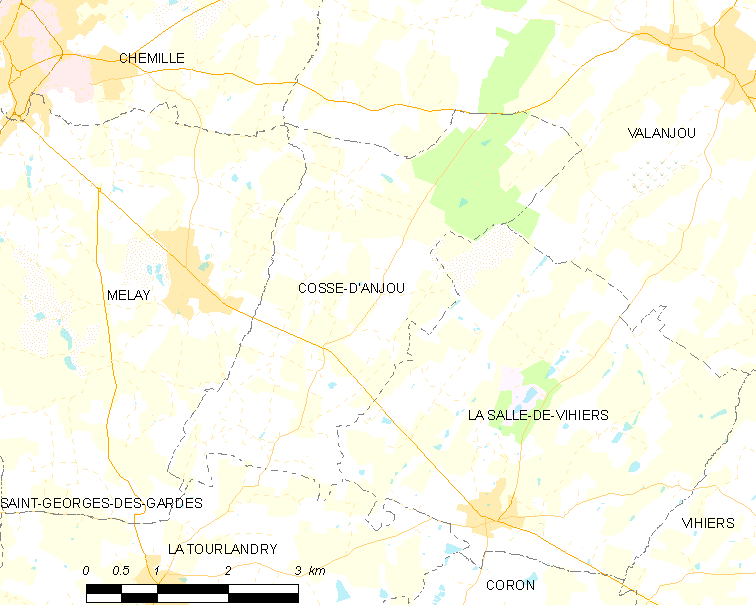
科塞当茹的OSM定位图

## 行政
科塞当茹的邮政编码为49120，INSEE市镇编码为49111。

## 政治
科塞当茹所属的省级选区为安茹地区舍米耶县。

## 人口

1962-2008年间科塞当茹人口变化图示

科塞当茹于2018年1月1日时的人口数量为419人。